# Ittihad Khémisset
La Ittihad Khémisset (in arabo نادي اتحاد الخميسات) abbreviato IZK, è una squadra di calcio della città di Khemisset, fondata nel 1940.
Conclude ultima la stagione 2011-2012 di GNF1 retrocedendo in GNF2.
Gioca le partite casalinghe allo stade du 18 novembre(15.000)

## Palmarès

### Altri piazzamenti
- Campionato marocchino:

Secondo posto: 2007-2008
- Coppa del Marocco:

Finalista: 1972-1973
Semifinalista: 1974-1975, 2008-2009
- Botola 2:

Secondo posto: 1999-2000

## Rosa
| N. |                    | Ruolo | Calciatore                 |
| -- | ------------------ | ----- | -------------------------- |
|    | Marocco (bandiera) | P     | Issam Badda                |
|    | Marocco (bandiera) | P     | Mohamed El Hamdaoui        |
|    | Marocco (bandiera) | P     | Driss Bouabid              |
|    | Marocco (bandiera) | D     | Said Ait Bahi              |
|    | Marocco (bandiera) | D     | Abbdellah Belbakri         |
|    | Marocco (bandiera) | D     | Yassine Ouahdi             |
|    | Marocco (bandiera) | D     | Noureddine Ait Abdelouahed |
|    | Marocco (bandiera) | D     | Mohamed Zaid Fal           |
|    | Marocco (bandiera) | D     | Hamadi Zahani              |
|    | Marocco (bandiera) | D     | Abdelhak Mehtane           |
|    | Marocco (bandiera) | C     | Mohamed Chihani            |

| N. |                       | Ruolo | Calciatore         |
| -- | --------------------- | ----- | ------------------ |
|    | Mauritania (bandiera) | C     | Douahi Ouessi      |
|    | Marocco (bandiera)    | C     | Hassani Tahar      |
|    | Marocco (bandiera)    | C     | Taoufik Lmrabet    |
|    | Marocco (bandiera)    | C     | Mehdi El Chehnaoui |
|    | Marocco (bandiera)    | C     | Amine Karam        |
|    | Marocco (bandiera)    | C     | Amine Lemzarni     |
|    | Guinea (bandiera)     | A     | Sionne Keita       |
|    | Marocco (bandiera)    | A     | Hicham El Fatihi   |
|    | Marocco (bandiera)    | A     | Said El Hammouni   |
|    | Marocco (bandiera)    | A     | Adil Fahim         |
|    | Marocco (bandiera)    | A     | Idriss Belamri     |